# Anaspis oshimana
Anaspis oshimana là một loài bọ cánh cứng trong họ Scraptiidae. Loài này được Nomura miêu tả khoa học năm 1963.